# República de Donetsk (organització)
|  | Aquest article tracta sobre l'organització política. Vegeu-ne altres significats a «Donetsk (desambiguació)». |

República de Donetsk (en rus Донецкая республика, Donétskaya Respúblika) és una organització política amb seu a Donetsk, capital de l'autoproclamada República Popular de Donetsk, a l'est d'Ucraïna. El seu objectiu és la creació d'una "Federació Sobirana de Donetsk", que inclouria set regions en l'est i sud d'Ucraïna. El govern d'aquest país, per la seva banda, l'ha qualificat com una organització terrorista.

## Història
República de Donetsk va ser fundada el 6 de desembre de 2005 com a organització local per Andrei Purguín, Oleksandr Tsurkan i Oleg Frolov, i el 9 de desembre, amb el suport de Hennadiy Pritkov, com a organització regional. El principal objectiu del grup era concedir a les regions orientals d'Ucraïna (russòfones) un estatus especial.
Entre el 17 i el 22 de novembre de 2006, els seus activistes van dur a terme protestes en Donetsk i van recollir signatures a favor de la creació d'una República de Donetsk. No obstant això, les seves activitats no van rebre el suport de polítics prorussos com Víktor Ianukòvitx.
A principis de 2007, representants de l'organització van dur a terme un nombre d'activitats a diverses ciutats d'Ucraïna Oriental per donar a conèixer els seus objectius de federalització del país.
El Tribunal Regional Administratiu de Donetsk va il·legalitzar el grup el novembre de 2007, per motius de separatisme. El líder del grup, Andrei Purguín, va ser arrestat pel Servei de Seguretat d'Ucraïna durant les protestes prorusses a Ucraïna de 2014.
Després de la proclamació en 2014 de la República Popular de Donetsk, l'organització es va convertir en predominant en les institucions de l'autoproclamat nou Estat. Així, el mateix president Aleksandr Zakhàrtxenko és membre de República de Donetsk.

## Resultats electorals

### President
| Any  | Candidat               | Primera volta | Primera volta | Segona volta | Segona volta | Resultat |
| Any  | Candidat               | Vots          | %             | Vots         | %            | Resultat |
| ---- | ---------------------- | ------------- | ------------- | ------------ | ------------ | -------- |
| 2014 | Aleksandr Zakhàrtxenko | 775,340       | 78.93         |              |              | Sí       |
| 2018 | Denís Puixilin         |               | 60.86         |              |              | Sí       |

### Consell Popular
| Any  | Líder          |         |        |      |          |     | Posició | Govern       |
| Any  | Líder          | Vots    | %      | ± pp | Escons   | +/– | Posició | Govern       |
| ---- | -------------- | ------- | ------ | ---- | -------- | --- | ------- | ------------ |
| 2014 | Andrei Purgin  | 662,752 | 68.35% | Nou  | 68 / 100 | Nou | 1r      | Supermajoria |
| 2018 | Denís Puixilin |         | 72.38% | 4.03 | 74 / 100 | 6   | = 1r    | Supermajoria |